# Galina Baksheeva
Galina Petrovna Baksheeva, née le 12 juillet 1945 à Kiev et morte le 18 décembre 2019 dans la même ville, est une joueuse de tennis soviétique.

## Carrière
En junior, Galina Baksheeva remporte deux tournois du Grand Chelem: 
les tournois de Wimbledon en 1961 et 1962.
Finaliste à Moscou en 1965 contre Margaret Smith, elle remporte le championnat l'année suivante.
En senior, elle s'arrête au 4e tour du tournoi de Wimbledon 1967 devant Lesley Turner. L'année suivante, c'est de nouveau au 4e tour qu'elle s'incline à Roland-Garros face à l'Américaine Nancy Richey, future vainqueur dudit tournoi.
En double, c'est avec sa compatriote Anna Dmitrieva qu'elle participe aux Double dames du tournoi de Wimbledon 1967 et Double dames des Internationaux de France 1968; elles tombent à chaque fois en 1/4 de finale.
Elle a fait partie de l'équipe d'Union Soviétique quart de finaliste de la Coupe de la Fédération en 1968.

## Parcours en Grand Chelem

### En simple
| Année | Open d'Australie | Open d'Australie | Internationaux de France | Internationaux de France | Wimbledon      | Wimbledon       | US Open | US Open |
| ----- | ---------------- | ---------------- | ------------------------ | ------------------------ | -------------- | --------------- | ------- | ------- |
| 1966  | —                | —                | —                        | —                        | 2e tour (1/32) | Annette Van Zyl | —       | —       |
| 1967  | —                | —                | —                        | —                        | 1/8 de finale  | Lesley Turner   | —       | —       |
| 1968  | —                | —                | 1/8 de finale            | Nancy Richey             | 3e tour (1/16) | Rosie Casals    | —       | —       |

N.B. : sous le résultat se trouve le nom de l’ultime adversaire.